# Nazim Süleymanov
Nazim Süleymanov (Russisch: Назим Сулейманов) (Soemgajyt, 17 februari 1965 ) is een voormalig Azerbeidzjaanse voetballer en trainer. In het begin van zijn carrière, voor het uiteenvallenvan de Sovjet-Unie, werd zijn naam in het Russisch geschreven als Nazim Soelejmanov.

## Biografie
Hij begon zijn carrière bij Neftsji Bakoe, dat tot 1988 in de Sovjet Top Liga speelde. Van 1991 tot 1996 speelde hij voor Alania Vladikavkaz, waarmee hij in 1995 de landstitel veroverde. Hij beëindigde zijn carrière bij Sotsji.
Van 1992 tot 1999 was hij international en hij scoorde in 1992 in een vriendschappelijke wedstrijd tegen Georgië het allereerste doelpunt ooit voor de toen nog jonge onafhankelijke natie. Hij scoorde daarna nog eens, maar kon niet verhinderen dat Georgië met 6-3 won. Na zijn spelerscarrière werd hij trainer.